# Clostridium perfringens
Clostridium perfringens (лат.) — вид грамположительных, облигатно анаэробных (за исключением C. perfringens типа A) спорообразующих бактерий рода клостридий. Возбудитель пищевых отравлений человека, один из возбудителей газовой гангрены. Является санитарно-показательным организмом. Открыта в 1892 году Уэлчем и Нетталом.

## Биологические свойства

### Морфология
Крупные (0,8—1,5 × 4—8 мкм) полиморфные палочковидные грамположительные бактерии. Споры овальные, расположены центрально либо субтерминально. Неподвижны, в организме человека образуют капсулу. Образуют стабильные L-формы, способные расти на поверхности стекла.

### Культуральные свойства

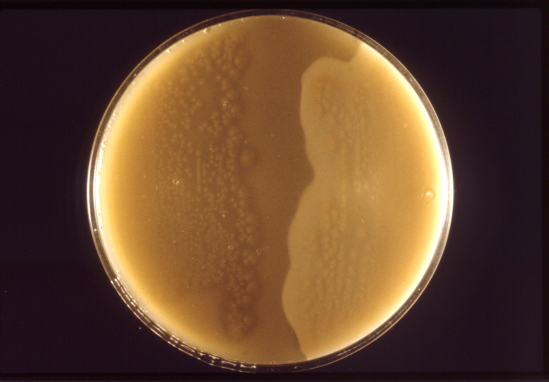
Зоны преципитации вокруг колоний C. perfringens на желточном агаре

Хемоорганогетеротроф, облигатный анаэроб. Растёт на простых питательных средах в анаэробных условиях. На агаризованных средах образуются круглые колонии 1—2 мм в диаметре с гладким или зубчатым краем. Колонии, выросшие в толще агара, имеют чечевицеобразную форму. В жидкой среде — помутнение с дальнейшим просветлением среды и образованием беловатого хлопьевидного осадка. На среде Китт-Тароцци — помутнение с обильным газообразованием. На кровяном агаре образуются круглые гладкие сероватые колонии, постепенно зеленеющие и окружённые зоной гемолиза β-типа. На желточном агаре ввиду образования лецитиназы образуются зоны преципитации. Сбраживают с активным газообразованием глюкозу, лактозу, мальтозу и сахарозу. Используется как суррогат дрожжей для сбраживания теста. Образует масляную кислоту в ходе ацетобутиратного брожения, способен восстанавливать нитраты.

### Геном
В 1989 году было проведено физическое картирование генома C.perfringens с использованием метода пульс-электрофореза, в 2001 году была определена нуклеотидная последовательность всего генома C.perfringens штамма 13, этот геном представлен одной кольцевой двуцепочечной молекулой ДНК размером 3031430 п.н. Доля пар Г+Ц составляет 28,6%. Количество открытых рамок считывания составляет 2660. Также имеется плазмида pCP13 размером 54310 п.н., которая содержит 63 открытые рамки считывания. Геном C.perfringens ATCC13124 представлен кольцевой двуцепочечной молекулой ДНК размером 3256683 п.н. и содержит 3015 генов, из них 2899 кодируют белки. Доля пар Г+Ц составляет 28,37%. У C. perfringens штамма E88 геном размером 2799250 п.н. и содержит 2372 открытых рамок считывания. Охарактеризованы гены энтеротоксинов C. perfringens, гены токсинообразования могут находиться как на хромосоме, так и на плазмидах и являются транспозибельными элементами.

## Патогенность
C. perfringens является возбудителем пищевых отравлений человека и одним из возбудителей газовой гангрены. Синтезируют протеиназы, лецитиназу, коллагеназу, гиалуронидазу и другие ферменты агрессивности. Продуцируют также токсины. α-токсин является фосфолипазой С, обладающей гемолитическими свойствами, ε-токсин является белком размером 300 аминокислот, образующий поры в мембранах эпителиоцитов кишечника человека и вызывающий выход ионов K+ и воды из клетки, LD50 для мышей составляет 0,1 мкг на кг веса.